# Sofia Open
Sofia Open (bulgară Открито първенство на София) este un turneu masculin din seria ATP World Tour 250 care se joacă pe terenuri acoperite cu suprafață dură. A avut loc pentru prima dată în cadrul turneului mondial ATP 2016. Turneul are loc la Arena Armeec din Sofia, Bulgaria.

## Rezultate

### Simplu
| An   | Campion               | Finalist         | Scor                    |
| ---- | --------------------- | ---------------- | ----------------------- |
| 2016 | Roberto Bautista Agut | Viktor Troicki   | 6–3, 6–4                |
| 2017 | Grigor Dimitrov       | David Goffin     | 7–5, 6–4                |
| 2018 | Mirza Bašić           | Marius Copil     | 7–6(8–6), 6–7(4–7), 6–4 |
| 2019 | Daniil Medvedev       | Márton Fucsovics | 6–4, 6–3                |
| 2020 | Jannik Sinner         | Vasek Pospisil   | 6–4, 3–6, 7–6(7–3)      |
| 2021 | Jannik Sinner (2)     | Gaël Monfils     | 6–3, 6–4                |
| 2022 | Marc-Andrea Hüsler    | Holger Rune      | 6–4, 7–6(10–8)          |
| 2023 | Adrian Mannarino      | Jack Draper      | 7–6(8–6), 2–6, 6–3      |

### Dublu
| An   | Campioni                               | Finaliști                            | Scor                   |
| ---- | -------------------------------------- | ------------------------------------ | ---------------------- |
| 2016 | Wesley Koolhof Matwé Middelkoop        | Philipp Oswald Adil Shamasdin        | 5–7, 7–6(11–9), [10–6] |
| 2017 | Viktor Troicki Nenad Zimonjić          | Mikhail Elgin Andrey Kuznetsov       | 6–4, 6–4               |
| 2018 | Robin Haase Matwé Middelkoop (2)       | Nikola Mektić Alexander Peya         | 5–7, 6–4, [10–4]       |
| 2019 | Nikola Mektić Jürgen Melzer            | Hsieh Cheng-peng Christopher Rungkat | 6–2, 4–6 [10–2]        |
| 2020 | Jamie Murray Neal Skupski              | Jürgen Melzer Édouard Roger-Vasselin | Walkover               |
| 2021 | Jonny O'Mara Ken Skupski               | Oliver Marach Philipp Oswald         | 6–3, 6–4               |
| 2022 | Rafael Matos David Vega Hernández      | Fabian Fallert Oscar Otte            | 3–6, 7–5, [10–8]       |
| 2023 | ' Gonzalo Escobar Aleksandr Nedovyesov | Julian Cash Nikola Mektić            | 6–3, 3–6, [13–11]      |